# シャモ (キッズgoo)
シャモは、NTTレゾナントが運営するポータルサイト・旧キッズgooに登場するマスコットキャラクター。

## キャラクター
南国（何処の南国出身かは不明,だがマダガスカルとメキシコでバニラ・ビーンズが栽培されていることを知っていたり、お金はセントで数えていることから、恐らくエルサルバドルか東ティモールの出身と言える。）からキッズgooアイランドの小学校のぐっぴょんとちょっぴに転入してきた少年で、彼の親友にしてライバル友達。ぐっぴょん、ちょっぴ、パリンちゃんと並ぶマスコットキャラクターの一人。一人称は「僕」か「俺」で、口癖は語尾に「かも」。血液型はA型、身長は43cm、誕生日と体重は不明。

## 外見
黒猫に似た体格で、ぐっぴょんとは上下対照的にハの字に曲がったクールでニヒルな眉毛を持つ。常にピンと立っている耳とくるりと巻いた長い尻尾（本人はチャームポイントだと思っている）とニッと笑うと牙が露出する口を持つ。
いつも金色の鍵を首からさげており本人のトレードマークでもあるが、実は多数の鍵を所持しておりどれがどの鍵なのかは本人にしかわからない。
尻尾をばたつかせて泳ぐ事が出来る。

## 性格
外見通りクール且つニヒルなナルシストだが、基本的には情に厚く義理堅い。皮肉屋でちょっぴに叱られたぐっぴょんに対して一言物申すことが多い。また外見に似合わずに派手好きな一面も。

## 好きな物と事
味噌とえびふりゃーが大好物で、特に味噌アイスが大好物。宝石等の鉱物も好き。またぐっぴょん同様、テマリロボが好き。

## 苦手な物と事
先述の通り猫のような外見にもかかわらず、生魚が大の苦手である(ウサギのような外見にもかかわらず人参が苦手なぐっぴょんにあやかっていると思われる)が、火を通した魚なら平気。

## 人間関係
ぐっぴょん
親友でライバル仲間。それ故ゲームコーナーでは彼との対決ゲームが多い。
ちょっぴ
基本的には仲が良いが、たまにぐっぴょんと共に彼女に怒られることもある。
パリンちゃん
「ぐっぴょんの大冒険3」で共に冒険したことがある。
伊能忠敬
シャモが尊敬している歴史上の人物。